# 道後やや
道後やや（どうごやや）は、愛媛県松山市道後にある宿泊特化型ホテル。松山市道後多幸町の道後温泉街の一角に位置している。

## 概要
2010年にエイトワンが総工費約10億円をかけて建設した。宴会場や大浴場などを備えていない宿泊特化型ホテルである。室料のみか一泊朝食付きを基本とし、1泊2食付きがほとんどの道後温泉では珍しい営業形態となっている。朝食には愛媛県の食材を可能な限り使い、食器には砥部焼、客室のタオルには今治タオルを使用するなど愛媛県産にこだわっているのが特徴となっている。
2018年に四国旅客鉄道が買収し、2018年2月1日より四国旅客鉄道グループのJR四国ホテルズが運営している。

## 周辺
- 道後商店街
- 道後温泉本館

## アクセス
- 伊予鉄道城南線道後温泉駅下車して、徒歩約5分。